# The Agent of Death
The Agent of Death est un thriller de Nelson DeMille. Sorti en 1975, c'est le troisième livre de la série Joe Rykers. Comme les autres livres de la série Joe Rykers, il a été publié à nouveau en 1989 avec comme auteur Jack Cannon, pseudonyme de DeMille.